# Shree Antu
Shree Antu – gaun wikas samiti we wschodniej części Nepalu w strefie Meći w dystrykcie Ilam. Według nepalskiego spisu powszechnego z 2001 roku liczył on 873 gospodarstw domowych i 4452 mieszkańców (2194 kobiet i 2258 mężczyzn).